# Luís Silva (Reiter)
Luís Falcão de Mena e Silva (* 24. Januar 1902 in Abrantes; † 3. August 1963 in Lissabon) war ein portugiesischer Reiter.

## Karriere
Luís Silva, der das Colégio Militar in Lissabon besuchte und später Oberst wurde, nahm an den Olympischen Sommerspielen 1936 in Berlin mit seinem Pferd Fausette im Springreiten teil. Während er im Einzelwettkampf den 21. Platz belegte, konnte er im Mannschaftswettbewerb mit José Beltrão und Domingos de Sousa Coutinho die Bronzemedaille gewinnen.
Zwölf Jahre später bei den Olympischen Spielen in London trat er im Dressurreiten an. Im Einzelwettkampf belegte er den 12. Platz. Im Mannschaftswettbewerb gelang es ihm erneut eine olympische Bronzemedaille mit dem portugiesischen Team zu gewinnen. Bei seiner dritten Olympiateilnahme 1960 in Rom startete er erneut in der Dressur, jedoch nur im Einzelwettkampf, wo er auf Adonis den 17. Rang belegte.